# Donia
Donia (arabiska: دنيا, /dun.jaː/) är ett  arabiskt kvinnonamn. Namnet Donia betyder "världen" på många olika språk, bland annat arabiska, persiska och turkiska.
Den 31 december 2014 fanns det totalt 159 kvinnor folkbokförda i Sverige med namnet Donia, varav 132 bar det som tilltalsnamn.
Namnsdag saknas i Sverige